# Vinta Indijanci
Vinta je indijansko pleme, koje se spominje u tek jednom španjolskom izvješću iz 1691., a koje ih navodi kao susjede Hasinai konfederacije iz istočnog Teksasa. Njihovo ime sugerira na Caddoansku jezičnu pripadnost, prema imenu Bintah ("ranjenik" "the wounded man"), jednoga od poglavica Kadohadacha iz 19. stoljeća. 

## Vanjske poveznice
- Vinta Indijanci